# Justicia conmutativa
La justicia conmutativa es la igualdad o equilibrio en el intercambio de bienes entre compañeros que se intervienen para todo; es justa la igualdad de trato en las relaciones comerciales, si alguien vende una casa, no sería justo que se le pagase con un par de sandalias. La igualdad de valor de los bienes que se intercambian es una condición básica para que el trato pueda considerarse justo. La palabra proviene del latín conmutare, que significa intercambio.
Es una de las formas de la justicia para Sócrates y Tomás de Aquino. Para el primero, se trata de la justicia particular que ordena los intercambios según el principio de igualdad aritmética entre personas que son consideradas iguales (cada quien debe, por tanto, recibir tanto como da). En contraste con la justicia distributiva, que toma en cuenta las diferencias de mérito, Aristóteles concibe a la justicia conmutativa como la que da a cada quien independientemente de sus particularidades. Un intercambio es considerado justo según la justicia conmutativa cuando los objetos del intercambio son ambos a su vez intercambiables por un tercero, según el principio de que si dos cantidades son cada una equivalentes a una tercera, entonces son equivalentes entre sí.
Para Aquino, la justicia conmutativa regula la relación del individuo con otro individuo. Las otras dos formas de justicia en la filosofía tomista son la justicia distributiva, que regula la relación de la comunidad con cada uno de sus miembros, y la justicia legal que, recíprocamente, regula la relación de cada miembro con su comunidad. Una persona justa, desde una perspectiva de justicia conmutativa, es quien da al otro lo que se le debe. Solamente en la situación de justicia conmutativa se logra la igualdad de derechos.